# Arquillos
Arquillos és un municipi de 1.985 habitants (INE 2006) de la província de Jaén, en la comarca de El Condado.

## Curiositat històrica
En aquesta localitat va ser fet presoner el 15 de setembre de 1823 el general Riego, després de ser traït quan lluitava contra les tropes franceses dels Cent Mil Fills de Sant Lluís.